# Foix-Alajouanine-Syndrom
Das Foix-Alajouanine-Syndrom bezeichnet ein seltenes Krankheitsbild mit zunächst Empfindungsstörung der Beine, dann aufsteigender Querschnittslähmung aufgrund von angeborener Fehlbildung der das Rückenmark versorgenden Blutgefäße und Stauung der äußeren Venen in der Rückenmarkshaut.
Synonyme sind: Alajouanine-Foix-Syndrom; Hinteres Spinalgefäss-Syndrom; Angioma racemosum des Rückenmarkes; Subakute nekrotisierende Myelitis; Familiäre Osteosklerose mit Anomalien des Nervensystems und der Meningen; Myelomalazie, angiohypertrophische subakute; Myelopathie, angiodysgenetische nekrotisierende; Myelopathia necrotisans; Vaskuläre Myelopathie; Varikosis spinalis; Subakute aufsteigende nekrotisierende Myelitis
Die Erkrankung ist nach den Erstbeschreibern von 1926 benannt, den französischen Neurologen Charles Foix und Théophile Alajouanine.
Das Syndrom ist nicht zu verwechseln mit dem Marie-Foix-Alajouanine Syndrom, das eine Kleinhirn-Ataxie darstellt.

## Vorkommen
Die Häufigkeit ist nicht bekannt. Das männliche Geschlecht ist etwas häufiger betroffen, die Erkrankung tritt meist im späteren Verlauf des Lebens auf.

## Ursache
Der Erkrankung liegen ursächlich angeborene Missbildungen der das Rückenmark versorgenden Gefäße zugrunde, zumeist arteriovenöse Kurzschlussverbindungen.

## Klinische Erscheinungen
Klinische Merkmale sind:
- Beginn mit meist symmetrischer Empfindungsstörung in den Beinen und über Monate bis Jahre fortschreitend aufsteigende Schädigung des Rückenmarkes mit zunehmend gestörter Bewegungsmöglichkeit
- anfänglich auch  unspezifische Beschwerden im Rücken
- Selten Beginn mit einseitiger Schmerzsymptomatik
- später Verschlechterung mit  Kaudasymptomatik und Harninkontinenz

Die anfänglich wechselnden und reversiblen Beschwerden gehen in bleibende Störungen, hauptsächlich des Gehvermögens, über.

## Untersuchungsmethoden
Im Liquor findet sich eine Eiweissvermehrung ohne Pleozytose.

## Diagnose
Während früher diese AV-Malformationen angiographisch nachgewiesen werden mussten, ist heute bereits frühzeitig eine Suche mittels Kernspintomographie möglich.
Bei chronischem Verlauf kann auch eine Atrophie des Rückenmarkes dargestellt werden.

## Therapie
Die Behandlung kann durch Embolisation oder Operation erfolgen.
Eine Embolisation ist bei etwa zwei Drittel der Patienten möglich. In den meisten Fällen tritt eine unmittelbare Besserung ein, die neurologischen Ausfälle bilden sich in umgekehrter Reihenfolge wieder zurück.

## Aussichten
Die Prognose hängt vom Zeitpunkt der Entdeckung und Behandlung ab.